# Effets à long terme des benzodiazépines
 Mise en garde médicale
Parmi les effets à long terme des benzodiazépines, il peut y avoir la dépendance ainsi que la possibilité d'effets négatifs sur la fonction cognitive, la santé physique et mentale. Même si ces problèmes ne sont pas propres à tous les usagers de benzodiazépines, les risques sont significatifs,.
En revanche, bien que leur utilisation puisse être efficace à court terme, des preuves suggèrent que l'arrêt des benzodiazépines peut à long terme amener à une réduction des symptômes d'anxiété,.
Il existe un certain nombre d’effets secondaires associés à la dépendance aux benzodiazépines, tels que la dépression ainsi que l'apparition de symptômes pseudo-grippaux. En raison de cette augmentation des symptômes physiques et mentaux liés à l'utilisation à long terme de benzodiazépines, l'arrêt des benzodiazépines est recommandé pour de nombreux utilisateurs à long terme. Il est essentiel de souligner qu'il ne faut jamais interrompre un traitement de manière brutale et qu'il est toujours nécessaire de consulter un médecin avant de diminuer ou d'arrêter sa prise. Cependant, tout le monde ne rencontre pas de problèmes lors d’une utilisation à long terme.
Bien que les benzodiazépines soient très efficaces sur une courte durée, généralement de deux à quatre semaines, leur usage prolongé peut entraîner des effets secondaires tels que des troubles cognitifs, des problèmes de mémoire, des sautes d'humeur ou un risque accru de surdosage en cas de combinaison avec d'autres substances, ce qui peut rendre leur rapport bénéfice-risque défavorable. D'autres symptômes pouvant survenir sont des troubles émotionnels, des nausées, des maux de tête, des étourdissements, de l'irritabilité, de la léthargie, des troubles du sommeil, des troubles de la mémoire, des changements de personnalité, de l'agressivité, de la dépression, de l'agoraphobie, un trouble anxieux et des attaques de panique, une déterioration sociale et des difficultés professionnelles,,. Les benzodiazépines possèdent également des propriétés catalysatrices chez certains individus et sont donc considérées comme des substances addictives. Un autre point à prendre en compte est qu'une dépendance physique peut se développer après quelques semaines ou mois d'utilisation. Bon nombre de ces effets secondaires liés à une utilisation à long terme s'améliorent trois à six mois après l'arrêt des benzodiazépines,.
D'autres problèmes pouvant découler d'une utilisation à long terme de benzodiazépines sont : l'augmentation progressive de la dose, l'abus des benzodiazépines, la tolérance, la dépendance et le syndrome de sevrage aux benzodiazépines . La tolérance physiologique et la dépendance peuvent entraîner une aggravation des effets indésirables des benzodiazépines. Dans certaines études, l'utilisation à long terme de benzodiazépines a été associée à un risque accru de décès. Cependant, d'autres études n'ont pas constaté d'augmentation de la mortalité. En raison des conclusions contradictoires sur le sujet, il a été recommandé de poursuivre les recherches sur l'utilisation à long terme des benzodiazépines liées à une mortalité accrue. La plupart des recherches ont été menées auprès de patients à qui on avait prescrit des benzodiazépines ; On en sait encore moins sur le risque de décès chez les consommateurs illicites de benzodiazépines. L'étude des effets de l'utilisation à long terme de benzodiazépines a généré une controverse importante au sein de la profession médicale. Les opinions sur la nature et la gravité des problèmes liés à l'utilisation à long terme des benzodiazépines varient d'un expert à l'autre, voire d'un pays à l'autre, certains experts se demandant même s'il existe réellement un problème avec l'utilisation à long terme des benzodiazépines. Une controverse politique entoure également l'utilisation à long terme des benzodiazépines, en particulier au Royaume-Uni, où elle a fait l'objet du plus grand recours collectif au cours des années 1980 et 1990. Les instances médicales et le gouvernement ont également été accusés de dissimulation,.

## Arrière-plan
Lorsque les benzodiazépines ont été introduites sur le marché en 1961, elles étaient largement considérées comme un médicament sûr, mais au fil des décennies, leurs effets secondaires, et notamment ceux liés à une utilisation à long terme, se sont fait connaître. Initialement, l'approbation du public était largement favorable, mais elle a rapidement été suivie d'une désapprobation tout aussi généralisée, ce qui a conduit à la recommandation de mettre en place des directives médicales plus strictes,. La plupart des problèmes liés aux benzodiazépines sont liés à une utilisation à long terme plutôt qu'à une utilisation à court terme. Il existe de plus en plus de preuves des méfaits causés par l’utilisation à long terme de benzodiazépines, en particulier à des doses élevées. Le ministère de la Santé du Royaume-Uni recommande que les personnes prenant des benzodiazépines à long terme soient surveillées au moins tous les trois mois et s'oppose à un traitement de substitution à long terme pour les toxicomanes en raison de l'absence de base prouvée pour son efficacité et des risques d'une consommation à long terme. Les effets à long terme des benzodiazépines sont très similaires à ceux de l’alcool – hormis la toxicité pour les organes – et aux autres sédatifs-hypnotiques. Les effets du sevrage et de la dépendance sont quasiment identiques. Un rapport de 1987 du Royal College of Psychiatrists du Royaume-Uni indiquait que les avantages éventuels d'une utilisation à long terme de benzodiazépines seraient probablement largement contrebalancés par les risques. Malgré cela, les benzodiazépines restent largement prescrites. Le coût socio-économique de l’expansion continue de la prescription des benzodiazépines est élevé.
Les effets à long terme des benzodiazépines peuvent inclure la désinhibition, les problèmes de concentration et de mémoire, la dépression, et également le dysfonctionnement sexuel,. Les effets à long terme des benzodiazépines peuvent différer des effets secondaires observés après une administration aiguë de benzodiazépines. Depuis 1980, des inquiétudes ont été soulevées quant aux effets à long terme des benzodiazépines. Ces préoccupations n’ont pas encore été pleinement clarifiées. Une simple revue de la littérature sur l'utilisation à long terme des hypnotiques non benzodiazépines et des benzodiazépines permet de conclure que des recherches supplémentaires sont nécessaires pour évaluer l'effet à long terme des médicaments hypnotiques. Une analyse des patients atteints de cancer a révélé que ceux qui prenaient des tranquillisants ou des somnifères avaient une qualité de vie nettement inférieure dans toutes les mesures effectuées, ainsi qu'un tableau clinique marqué par des symptômes plus graves. Une aggravation des symptômes tels que la fatigue, l'insomnie, la douleur, la dyspnée et la constipation a été constatée par rapport à ceux qui ne prenaient pas de tranquillisants ni de somnifères. La majorité des individus qui ont arrêté avec succès la thérapie par hypnotiques après une réduction progressive des doses et n'ont pas consommé de benzodiazépines au cours des six mois suivants ont présenté moins de problèmes d'anxiété et de sommeil, étaient moins affectés et avaient une sensation générale d'amélioration de leur santé, selon un suivi effectué six mois après l'arrêt.

## État cognitif
L'utilisation à long terme de benzodiazépines peut entraîner une altération généralisée des fonctions cognitives, y compris l'attention soutenue, l'apprentissage verbal, la mémoire, ainsi que les capacités psychomotrices, visuo-motrices et visuo-conceptuelles,. Ces effets sur la cognition existent, même si leur impact sur le fonctionnement quotidien du patient est dans la plupart des cas – mais pas dans tous – insignifiant. Des modifications transitoires dans le cerveau ont été découvertes à l’aide d’études de neuroimagerie, mais aucune anomalie cérébrale n’a été constatée chez les patients traités à long terme par des benzodiazépines. Lorsque les utilisateurs de benzodiazépines arrêtent un traitement à long terme, on observe une amélioration des fonctions cognitives au cours des six premiers mois, bien que le déficit cognitif puisse être permanent ou prendre plus de six mois pour revenir aux valeurs de base,. Chez les personnes âgées, un traitement au long cours par les benzodiazépines est un facteur de risque d'amplification du déclin cognitif, l'arrêt progressif de celles-ci est associé à une amélioration de l'état cognitif. Chez les personnes âgées, un traitement prolongé par benzodiazépines est un facteur de risque pouvant augmenter le déclin cognitif, bien que le retrait progressif soit associé à une amélioration de l'état cognitif. Une étude a révélé que l'administration d' alprazolam pendant huit semaines entraînait des déficits persistants qui restaient détectables pendant plusieurs semaines.

## Effet sur le sommeil
L’architecture du sommeil peut être affectée par la dépendance aux benzodiazépines. Les effets secondaires possibles sur le sommeil peuvent inclure l’induction ou l’aggravation de troubles respiratoires pendant le sommeil. L'utilisation à long terme de benzodiazépines est associée à une augmentation de l'activité alpha et bêta, ainsi qu'à une diminution des complexes K et de l'activité delta. On note une diminution de la phase 1 NREM – mouvements oculaires non rapides – des phases 3 et 4 du sommeil NREM et du sommeil paradoxal, ainsi qu’une diminution des mouvements oculaires en phase de sommeil paradoxal.

## Personnes âgées
L'utilisation à long terme de benzodiazépines chez les personnes âgées induit des risques de toxicité importante. Les benzodiazépines, ainsi que les antihypertenseurs et tous les médicaments qui affectent le système cholinergique, sont la cause la plus fréquente de démence d'origine médicamenteuse, touchant plus de dix pour cent des patients fréquentant les centres mémoire,. L'utilisation à long terme de benzodiazépines chez les personnes âgées peut provoquer un syndrome pharmacologique caractérisé par des symptômes tels que la somnolence, l'ataxie, la fatigue, la confusion, l'asthénie, des vertiges, étourdissements, syncopes, une démence réversible,de la dépression, un déficit intellectuel, un dysfonctionnement psychomoteur et sexuel, de l'anxiété, des troubles acoustiques et hallucinations visuelles, de la paranoia, un trouble panique, des délires, une dépersonnalisation, un somnambulisme, de l'agressivité, une hypotension orthostatique et de l'insomnie . Une diminution des taux de certains neurotransmetteurs et du cortisol, des altérations de la fonction immunitaire ainsi que l'apparition de marqueurs biologiques de l'âge peuvent également survenir. Il a été constaté que les personnes âgées qui utilisent des benzodiazépines à long terme présentent une incidence plus élevée de confusion postopératoire. Les benzodiazépines ont été associées à une instabilité posturale accrue chez les personnes âgées, susceptible de provoquer des chutes voire des accidents mortels. L'arrêt de la consommation de benzodiazépines entraîne une amélioration de la stabilité ainsi qu'une amélioration des fonctions cognitives chez les personnes âgées utilisatrices d'hypnotiques benzodiazépines sans aggraver l'insomnie.
Un examen des données probantes a indiqué que même si l'utilisation à long terme de benzodiazépines altère la mémoire, leur association avec la démence n'est pas claire et nécessite des recherches plus approfondies. Cependant, une étude plus récente a révélé que les benzodiazépines sont associées à un risque accru de démence et il est donc recommandé d'éviter leur utilisation chez les personnes âgées.

## Santé mentale et physique
L'utilisation à long terme de benzodiazépines peut conduire à la création ou à l'exacerbation de problèmes de santé physique et mentale, qui s'améliorent six mois ou plus après l'arrêt. Après une période d'environ trois à six mois d'abstinence complète suivant un régime de réduction progressive, des améliorations notables du bien-être physique et mental apparaissent. Par exemple, dans une étude réalisée auprès d'utilisateurs d'hypnotiques ayant suivi un sevrage progressif de leurs médicaments, les patients ont rapporté, six mois après l'abstinence, une diminution de la gravité de leurs troubles du sommeil et de l'anxiété, un niveau de stress réduit et un sentiment général de meilleure santé. Les patients ayant continué à prendre des médicaments hypnotiques n’ont constaté aucune amélioration de leur insomnie, de leur anxiété ou de leur état de santé général. Une étude a montré que les personnes ayant cessé de prendre des benzodiazépines connaissaient une diminution significative de leur recours aux services médicaux et de santé mentale.
Environ la moitié des patients consultant pour des troubles anxieux, tels que le trouble panique ou la phobie sociale, pourraient souffrir d'une dépendance à l'alcool ou aux benzodiazépines qui serait à l'origine de ces troubles. Parfois, les troubles anxieux précédaient la dépendance à l'alcool ou aux benzodiazépines, mais celle-ci entraîne souvent la persistance et l'aggravation progressive des troubles anxieux. Lorsqu'on informe les personnes dépendantes à l'alcool ou aux benzodiazépines prescrites qu'elles peuvent choisir entre maintenir une santé mentale fragile ou se libérer de leur dépendance et se rétablir de leurs symptômes, de nombreuses personnes choisissent d'arrêter l'alcool, les benzodiazépines, ou les deux. Il a été constaté que chaque individu a une sensibilité différente à l'alcool ou aux médicaments sédatifs-hypnotiques, de sorte que ce qui peut être toléré sans effets indésirables par une personne peut s'avérer extrêmement nocif pour une autre. Même une consommation modérée peut induire un syndrome de rebond anxieux et des troubles du sommeil. Une personne souffrant des effets toxiques de l'alcool ou des benzodiazépines ne bénéficiera pas d'autres thérapies ou médicaments, car ces derniers ne traitent pas la cause sous-jacente de ses symptômes. La guérison d'une dépendance aux benzodiazépines prend généralement plus de temps que celle d'une dépendance à l'alcool, mais il est néanmoins possible de retrouver une bonne santé. Une revue de la littérature sur les médicaments hypnotiques benzodiazépiniques a révélé que ces médicaments présentent un risque excessif pour la santé publique et individuelle. Les risques incluent la dépendance, les accidents et autres effets secondaires. L'arrêt progressif des hypnotiques conduit à une meilleure santé sans nuire au sommeil.
L'utilisation chronique à long terme de benzodiazépines est associée à un risque accru de comportement agressif, impulsif et violent. Une étude montre que 53 % des utilisateurs de benzodiazépines à long terme présentent des caractéristiques violentes, tandis que seulement 5,3 % des patients en psychothérapie développent des comportements violents ou agressifs. Les personnes qui consomment quotidiennement des benzodiazépines courent également un risque accru de présenter des symptômes psychotiques tels que des délires et des hallucinations. Un article médical publié a conclu que sur quarante-deux patients traités par alprazolam, jusqu'à un tiers des utilisateurs à long terme de cette benzodiazépine ont développé une dépression. Des études montrent que l'utilisation à long terme de benzodiazépines et de « Z-drugs » agonistes des récepteurs des benzodiazépines est associée à la dépression et entraîne une augmentation marquée du risque de suicide ainsi qu'une augmentation générale du risque de décès,.
Une étude menée sur cinquante patients dans une clinique de sevrage des benzodiazépines a révélé que l'utilisation à long terme de ces médicaments entraîne un large éventail de troubles psychologiques et physiologiques. Il a été constaté qu'après plusieurs années d'usage chronique de benzodiazépines, une grande proportion des patients développaient des problèmes de santé mentale et physique, tels que l'agoraphobie, le syndrome du côlon irritable, des paresthésies, une anxiété accrue et des crises de panique, qui n'étaient pas présents auparavant. Ces symptômes mentaux et physiques induits par l’utilisation prolongée de benzodiazépines se sont progressivement améliorés de manière significative dans l'année suivant la fin d'un sevrage progressif. Trois des cinquante patients avaient été faussement diagnostiqués avec une sclérose en plaques, alors que leurs symptômes étaient en réalité dus à une consommation chronique de benzodiazépines. Dix patients ont fait une surdose de médicaments alors qu'ils prenaient des benzodiazépines, bien que seulement deux d'entre eux aient des antécédents de symptômes dépressifs. Aucun patient n'a connu de nouveau surdosage dans l'année suivant l'arrêt du traitement. La détérioration de la santé mentale et physique de la plupart des patients est attribuée à une augmentation de la tolérance aux médicaments, ce qui a entraîné l'apparition de symptômes de sevrage malgré la prise d'une dose stable prescrite. Une autre théorie est que la consommation chronique de benzodiazépines s'accompagne d'une augmentation légère de la toxicité, qui à son tour entraîne une augmentation de la psychopathologie.
L'utilisation à long terme de benzodiazépines peut induire des troubles de la perception et une dépersonnalisation chez certaines personnes, y compris celles qui prennent une dose quotidienne stable, et peut également entraîner, en dehors de tout sevrage, des symptômes de sevrage prolongés similaires au syndrome de sevrage des benzodiazépines.
La consommation chronique de benzodiazépines est également un facteur de risque de blépharospasme. Des symptômes de sevrage induits par le médicament qui surviennent à une dose fixe à la suite d'une utilisation prolongée ont été documentés avec des substances de type barbiturique, ainsi que l'alcool et les benzodiazépines. Cela démontre le fait que les effets de la consommation chronique de benzodiazépines ne sont pas uniques mais surviennent avec d’autres médicaments hypnotiques sédatifs qui agissent sur le neurotransmetteur GABA, comme l’alcool et les barbituriques.

### Système immunitaire
D'après une étude menée auprès de patients sélectionnés et suivis en ambulatoire dans un service de psychopharmacologie, l'usage chronique de benzodiazépines semble entraîner des troubles immunologiques significatifs. Il a été constaté que le diazépam et le clonazépam avaient des effets immunotoxiques prolongés – mais non permanents – sur les fœtus de rats gravides. Cependant, des doses uniques très élevées de diazépam provoquent une immunosuppression à vie chez les rats nouveau-nés. Aucune étude n'a été réalisée pour évaluer l'effet immunotoxique du diazépam chez l'homme ; Cependant, des doses élevées de diazépam prescrites se sont révélées être un facteur de risque de pneumonie, selon une étude menée auprès de personnes atteintes de tétanos. Il a été suggéré que le diazépam pourrait provoquer des modifications au long cours des récepteurs GABAA, entraînant des altérations prolongées du comportement, de la fonction endocrinienne et de la fonction immunitaire.

### Suicide et automutilation
La consommation de benzodiazépines est fortement associée au suicide . Des précautions doivent être prises lors de leur prescription, notamment chez les patients à risque,. Les adolescents déprimés qui consomment des benzodiazépines présentent un risque considérablement accru d'automutilation ou de suicide, bien que la taille de l'échantillon de l'étude soit petite. Les effets des benzodiazépines chez les individus de moins de dix-huit ans nécessitent des recherches plus approfondies. L’utilisation de benzodiazépines chez les adolescents déprimés nécessite une plus grande prudence. La dépendance aux benzodiazépines entraîne souvent une aggravation progressive du tableau clinique qui inclut des troubles sociaux et conduit à la coexistence de l'alcoolisme et de la toxicomanie. Le suicide est une conséquence courante de la dépendance chronique aux benzodiazépines. L'abus de benzodiazépines ou d'autres dépresseurs du système nerveux central augmente le risque de suicide chez les toxicomanes,. Parmi les individus ayant des habitudes abusives de consommation de sédatifs hypnotiques, 11 % des hommes et 23 % des femmes finissent par se suicider.

## Cancérogénicité
Il y a eu une controverse sur la relation possible entre la consommation de benzodiazépines et le développement du cancer ; les premières études de cohorte réalisées dans les années 1980 suggéraient une relation possible, mais des études cas-témoins de suivi n'ont trouvé aucune relation entre les benzodiazépines et le cancer. Lors de la deuxième étude nationale sur le cancer menée aux États-Unis en 1982, l'American Cancer Society a mené des recherches sur plus de 1,1 million de participants. Une augmentation marquée du risque de cancer a été constatée chez les utilisateurs de somnifères, principalement des benzodiazépines. Quinze études épidémiologiques ont suggéré que l'utilisation de benzodiazépines ou de médicaments hypnotiques de type benzodiazépine est associée à une mortalité accrue, principalement due aux décès par cancer. Les différents types de cancer étudiés comprennent ceux du cerveau, du poumon, de l'intestin, du sein, de la vessie et d'autres néoplasmes. On a émis l’hypothèse que la dépression de la fonction immunitaire ou les infections virales elles-mêmes étaient à l’origine de l’augmentation des décès par cancer. Alors que les critiques de la Food and Drug Administration des États-Unis avaient initialement exprimé leurs inquiétudes quant à l'approbation des analogues des benzodiazépines « Z Drugs » en raison de risques liés au cancer, ils ont finalement changé d'avis et ont approuvé les médicaments.Cependant, une récente étude cas-témoins n'a trouvé aucune relation entre l'utilisation de benzodiazépines et le cancer du sein, des poumons, du gros intestin, de la muqueuse de l'utérus, des ovaires, des testicules, de la thyroïde, du foie ou la maladie de Hodgkin, le mélanome ou le lymphome hodgkinien. Depuis 2000, des études cas-témoins plus spécifiques n’ont trouvé aucune relation entre la consommation de benzodiazépines et le cancer du sein. Une étude a découvert une association entre la consommation autodéclarée de benzodiazépines et le développement du cancer de l'ovaire, tandis qu'une autre étude sur le sujet n'a trouvé aucune relation,.

## La polémique sur les lésions cérébrales
Plusieurs études cliniques ont tenté de déterminer si les benzodiazépines provoquent des lésions cérébrales structurelles et sont parvenues à des conclusions différentes. Pour les consommateurs de doses élevées prescrites et les personnes qui abusent des benzodiazépines à fortes doses, les preuves soutenant la théorie des dommages cérébraux structurels sont les plus solides, mais elles ne sont pas encore définitives. Cependant, des études cliniques montrent un certain degré de rétrécissement cérébral, même chez les consommateurs de faibles doses de benzodiazépines, bien que cela ait été remis en question dans d'autres études cliniques. Alors que certaines études prenaient en compte des facteurs tels que la consommation d’alcool, d’autres ne le faisaient pas. Certaines études portaient sur des échantillons trop petits ou, dans un cas, ne comportaient qu'une seule étude de cas. Les avis médicaux sur la question de savoir si l'utilisation à long terme de benzodiazépines sur ordonnance provoque des lésions cérébrales structurelles diffèrent. Il a été observé chez les personnes qui abusent des benzodiazépines à fortes doses un élargissement de l'espace du liquide céphalorachidien, associé à un rétrécissement cérébral. La fonction neuropsychologique peut être affectée de façon permanente chez les toxicomanes chroniques aux benzodiazépines, avec des lésions cérébrales similaires à celles des alcooliques, comme en témoigne une étude de suivi de quatre à six ans sur des patients abusant des benzodiazépines réalisée par Borg et d'autres membres de l'Institut Karolinska. Les anomalies observées au scanner montraient une dilatation du système ventriculaire. Cependant, contrairement aux alcooliques, les toxicomanes aux sédatifs-hypnotiques ne présentent pas de signes d’élargissement du sillon cortical. L'étude conclut que lorsqu'un trouble cérébral est diagnostiqué chez les personnes dépendantes aux benzodiazépines sédatives-hypnotiques, il est fréquemment irréversible. Une étude précédente menée par Borg et al. a révélé des signes de troubles cérébraux chez les personnes qui abusaient uniquement de benzodiazépines, suggérant ainsi que ces troubles n'étaient pas dus à l'abus d'autres substances. L'arrêt de l'abus de doses élevées de nitrazépam a entraîné une ischémie cérébrale sévère, avec une activité lente et diffuse observée sur l'électroencéphalogramme. Des anomalies du schéma des ondes cérébrales avec une faible perfusion au niveau du lobe frontal persistent après un syndrome de sevrage, ce qui suggère que des lésions cérébrales organiques résultent d'un abus chronique de doses élevées de benzodiazépines. Certaines études ont montré des lésions cérébrales chez les utilisateurs de doses thérapeutiques, tandis que d'autres études ont réfuté le fait que les benzodiazépines provoquent des lésions cérébrales structurelles. Les preuves semblent aller dans le sens d'une certaine forme de lésions cérébrales, mais la question de savoir si les effets à long terme des benzodiazépines sont dus à des lésions cérébrales structurelles ou à des lésions cérébrales fonctionnelles n'a pas encore été déterminée de manière concluante. Deux publications suggèrent que le lorazépam est plus toxique que le diazépam,. Les lésions cérébrales permanentes résultant de la consommation chronique de benzodiazépines peuvent être similaires aux lésions cérébrales causées par l'alcool. Les lésions cérébrales signalées sont similaires mais moins graves que celles observées chez les alcooliques chroniques. Les lésions cérébrales semblent dépendantes de la dose, les utilisateurs à faible dose présentant une atrophie cérébrale de degré inférieur à celui des utilisateurs à forte dose. Cependant, deux études n’ont trouvé aucune preuve d'atrophie chez les utilisateurs de benzodiazépines sur ordonnance,.
Le professeur Heather Ashton, experte en benzodiazépines à l'Institut des neurosciences de l'Université de Newcastle, a pris soin de ne pas tirer de conclusions hâtives et a préconisé de mener davantage de recherches sur les symptômes persistants, voire permanents, chez les consommateurs de médicaments à long terme. Elle soutient que l'explication la plus probable des symptômes à long terme réside dans la résolution lente, mais progressive, des modifications fonctionnelles des récepteurs GABAA induites par les benzodiazépines. De nouvelles technologies permettant une étude du cerveau plus détaillée, comme la tomographie par émission de positons (TEP) et l’imagerie par résonance magnétique (IRM), n’ont jamais été utilisées pour déterminer si les benzodiazépines provoquent des lésions cérébrales fonctionnelles ou structurelles. Le problème demeure sans réponse définitive à l'heure actuelle,,.

## Effets sur les nouveau-nés
Il a été démontré que les benzodiazépines provoquent des malformations tératologiques. La littérature sur la sécurité de l'utilisation des benzodiazépines pendant la grossesse est floue et controversée. Les premières préoccupations concernant la consommation de benzodiazépines pendant la grossesse ont émergé à la suite de résultats préoccupants observés chez les animaux, bien que ces effets ne se soient pas nécessairement manifestés chez l'homme. Des résultats contradictoires ont été trouvés chez les bébés exposés aux benzodiazépines. Une analyse récente du registre médical suédois des naissances a révélé un lien avec les bébés prématurés, un faible poids à la naissance et une augmentation modérée de l'incidence des malformations congénitales. Une augmentation de la pylorosténose ou de l'atrésie du tube digestif a été observée. Cependant, une augmentation des cas de fente palatine n'a pas pu être démontrée et il a été conclu que les benzodiazépines ne sont pas un agent tératologique majeur.
Il est fréquent de constater des troubles du développement neuronal et des symptômes cliniques chez les bébés exposés aux benzodiazépines in utero. Les bébés exposés aux benzodiazépines présentent un faible poids à la naissance, bien qu'ils atteignent rapidement un poids normal. Cependant, la petite circonférence de la tête observée chez ces bébés persiste. D'autres effets indésirables de la prise de benzodiazépines durant la grossesse incluent des anomalies du développement neuronal et des symptômes cliniques tels que des malformations cranio-faciales, un retard dans le développement des compétences motrices fines, des perturbations du tonus musculaire et des anomalies des schémas de mouvement. Les handicaps moteurs constituent un handicap jusqu'à un an après la naissance. Les troubles graves du développement moteur mettent 18 mois à se normaliser, mais les troubles des fonctions motrices précises persistent. Outre une circonférence crânienne plus petite, les bébés exposés aux benzodiazépines présentent des cas de retard mental, de déficits fonctionnels, de troubles comportementaux persistants et une diminution de l'intelligence,.
Les benzodiazépines, comme de nombreux autres médicaments et médicaments sédatifs-hypnotiques, provoquent la mort des neurones par apoptose. Cependant, les benzodiazépines n'induisent pas l’apoptose dans le cerveau en développement aussi sévèrement que ne le provoque l’alcool,,. La toxicité prénatale des benzodiazépines est probablement induite par leurs effets sur les systèmes de neurotransmetteurs, les membranes cellulaires et la synthèse des protéines. Cependant, cette situation est compléxifiée par les effets neuropsychologiques ou neuropsychiatriques des benzodiazépines, qui, s'ils ont lieu d'être, ne se manifestent généralement qu'à la fin de l'enfance, voire à l'adolescence. Une revue de la littérature sur l'usage de substances psychotropes pendant la grossesse a montré que les informations issues du suivi à long terme de l'état neurocomportemental sont très limitées. Cependant, une étude a été menée auprès de 550 enfants ayant été exposés à des benzodiazépines, qui a révélé que, dans l’ensemble, la majorité des enfants se développaient normalement. Un petit groupe de ces enfants présentait un développement plus lent, mais vers l'âge de quatre ans, la plupart d'entre eux s'étaient normalisés. Même si certains enfants continuaient à présenter des anomalies du développement à l'âge de quatre ans, il n'a pas été possible d'établir si ce déficit était dû aux benzodiazépines ou à des facteurs sociaux et environnementaux.
La question de savoir si les benzodiazépines administrées pendant la grossesse peuvent provoquer des malformations majeures, en particulier une fente palatine, a fait l'objet de vifs débats. Une méta-analyse d’études de cohorte n’a trouvé aucune relation, mais une méta-analyse d’études cas-témoins a révélé une augmentation significative des malformations majeures. Il faut tenir compte du fait que les études de cohortes étaient homogènes et les études cas-témoins étaient hétérogènes, ce qui rend les résultats de ces dernières plus faibles. Plusieurs rapports suggèrent également que les benzodiazépines pourraient provoquer un syndrome similaire au syndrome d'alcoolisation fœtal, mais cela a été remis en question par plusieurs études. En raison de conclusions contradictoires, la question de l'utilisation des benzodiazépines pendant la grossesse reste controversée. Les meilleures preuves disponibles suggèrent que les benzodiazépines ne provoquent pas de malformations congénitales, c'est-à-dire des malformations majeures comme une fente labio-palatine.

## Polémique au Royaume-Uni
Le Conseil britannique de la recherche médicale a recommandé en 1980 que des recherches soient menées sur les effets de l'utilisation à long terme des benzodiazépines. Une enquête parlementaire du gouvernement britannique de 2009 a également indiqué qu'une telle enquête était nécessaire. Le ministère britannique de la Santé a déclaré qu'il avait déployé tous les efforts possibles pour sensibiliser les médecins aux problèmes associés à l'utilisation à long terme des benzodiazépines, ainsi qu'aux dangers de la dépendance aux benzodiazépines.
En 1980, le Comité sur la sécurité des médicaments de l'Agence de réglementation des médicaments et des produits de santé du gouvernement britannique a publié des lignes directrices restreignant la consommation à court terme de benzodiazépines, puis a mis à jour et renforcé ces avertissements en 1988. Lorsqu'en 1999, le politicien britannique Phil Woolas demanda au ministère de la Santé s'il avait l'intention de mener des recherches sur les effets à long terme des benzodiazépines, le ministère lui répondit qu'il n'y avait pas de projets en ce sens, car la consommation de benzodiazépines était déjà restreinte à court terme et contrôlée par les autorités régulatrices. Lors d'un débat à la Chambre des communes du Royaume-Uni, Phil Woolas a affirmé que les problèmes associés aux benzodiazépines avaient été dissimulés parce qu'ils étaient trop importants pour que le gouvernement, les organismes de réglementation et l'industrie pharmaceutique puissent y faire face. John Hutton a répondu en déclarant que le ministère de la Santé prend la question des benzodiazépines très au sérieux et ne balaie pas le problème sous le tapis.
En 2010, le Groupe parlementaire de tous les partis sur la dépendance involontaire aux tranquillisants a déposé une plainte auprès de la Commission pour l'égalité et les droits humains en vertu de la loi sur la discrimination liée au handicap de 1995 contre le ministère de la Santé et le ministère du Travail et des Pensions, alléguant une discrimination à l'encontre des personnes dépendantes des médicaments sur ordonnance benzodiazépines en raison du refus de services de traitement spécialisés, de l'exclusion des soins médicaux, de la non-reconnaissance du syndrome de sevrage prolongé des benzodiazépines, ainsi que du refus de programmes de réadaptation et de réinsertion professionnelle. En outre, ce groupe a affirmé qu'il existe une « quasi-interdiction » de collecter des informations statistiques sur les benzodiazépines dans les ministères gouvernementaux, alors qu'avec d'autres médicaments contrôlés, il existe un volume énorme d'informations statistiques. La plainte allègue que la discrimination est délibérée, à grande échelle et que les ministères du gouvernement britannique sont conscients de ce qu'ils font,.

### Une réunion du Conseil de la recherche médicale du Royaume-Uni est rendue publique
Le Medical Research Council (MRC) du Royaume-Uni a tenu une réunion fermée entre des médecins de haut niveau du Royaume-Uni et des représentants de l'industrie pharmaceutique du 30 octobre 1980 au 3 avril 1981. La réunion a été classée sous la loi sur les archives publiques de 1958 jusqu'en 2014, mais est devenue accessible en 2005 en vertu de la loi sur la liberté d'information. La réunion a été convoquée en raison de préoccupations selon lesquelles 10 à 100 000 personnes pourraient être dépendantes ; le président de la réunion, le professeur Malcolm Lader, a ensuite révisé cette estimation pour inclure environ un demi-million de membres du public britannique suspectés d'être dépendants des doses thérapeutiques de benzodiazépines, dont environ la moitié prenant des benzodiazépines à long terme. Il a été rapporté que les benzodiazépines pourraient être le troisième ou le quatrième plus grand problème de drogue au Royaume-Uni (l'alcool et le tabac étant les plus grands). Le président de la réunion a fait un suivi après la réunion avec des informations supplémentaires, transmises au comité des neurosciences du MRC, soulevant des préoccupations concernant les tests montrant une atrophie corticale définitive chez 2 des 14 individus testés et des anomalies borderline chez cinq autres. Il a estimé qu'en raison de la méthodologie utilisée pour évaluer les scans, ces anomalies étaient probablement sous-estimées, et que des techniques plus affinées seraient plus précises. Ont également été discutées des constatations montrant que la tolérance aux benzodiazépines peut être démontrée par l'injection de diazépam chez les utilisateurs à long terme ; chez les sujets normaux, on observe une augmentation de l'hormone de croissance, tandis que chez les individus tolérants aux benzodiazépines, cet effet est atténué.
Des résultats provenant d'études animales ont également été évoqués, montrant le développement d'une tolérance sous forme d'une réduction de 15 % de la capacité de fixation des benzodiazépines après sept jours d'administration de fortes doses de flurazépam, un agoniste partiel des benzodiazépines, et une réduction de 50 % de la capacité de fixation après 30 jours d'administration d'une faible dose de diazépam. Le président a exprimé sa préoccupation quant aux publications imminentes qui risquaient de « relancer toute la question » et souhaitait pouvoir dire que le Medical Research Council « étudiait la question au cas où des questions seraient posées au parlement ». Il estimait qu'il « était très important, politiquement, que le MRC soit 'un pas en avant' » et recommandait que des études épidémiologiques soient financées et menées par Roche Pharmaceuticals, ainsi que des recherches sponsorisées par le MRC sur les effets biochimiques de l'utilisation à long terme des benzodiazépines. La réunion visait à identifier les problèmes susceptibles de surgir, à alerter le Département de la Santé sur l'ampleur du problème et à identifier la pharmacologie et la nature de la dépendance aux benzodiazépines, ainsi que le volume de prescriptions de benzodiazépines. L'Organisation mondiale de la santé (OMS) était également intéressée par le problème, et il était estimé que la réunion démontrerait à l'OMS que le MRC prenait la question au sérieux. Parmi les effets psychologiques de l'utilisation à long terme des benzodiazépines abordés, il y avait une capacité réduite à faire face au stress. Le président a déclaré que « les symptômes de sevrage du valium étaient bien pires que ceux de nombreux autres médicaments, y compris, par exemple, l'héroïne ». Il a été indiqué que la probabilité de se sevrer des benzodiazépines était « énormément réduite » si celles-ci étaient prescrites pendant plus de quatre mois. Il a été conclu que les benzodiazépines étaient souvent prescrites de manière inappropriée, pour une grande variété de conditions et de situations. Le Dr. Mason (DHSS) et le Dr. Moir (SHHD) estimaient que, en raison du grand nombre de personnes utilisant des benzodiazépines sur de longues périodes, il était important de déterminer l'efficacité et la toxicité des benzodiazépines avant de décider quelle action réglementaire prendre.
La controverse a éclaté en 2010 lorsque des documents précédemment secrets ont été rendus publics, révélant que le Medical Research Council avait été averti que les benzodiazépines prescrites à des millions de patients semblaient provoquer une atrophie cérébrale similaire à celle causée par une consommation excessive d'alcool chez certains patients, et qu'il n'avait pas mené d'études plus vastes et plus rigoureuses. Le Independent on Sunday a rapporté des allégations selon lesquelles « des dizaines » des 1,5 million de membres du public britannique utilisant des benzodiazépines à long terme présentaient des symptômes compatibles avec des lésions cérébrales. Jim Dobbin a qualifié cela d'« énorme scandale », et des experts juridiques ainsi que des députés ont prédit une action en justice collective. Une avocate a déclaré qu'elle était au courant des précédentes actions en justice infructueuses contre les entreprises pharmaceutiques et de la pertinence des documents dans ce procès, ajoutant qu'il était étrange que les documents aient été « cachés » par le MRC.

### Recours collectif
Au Royaume-Uni, dans les années 1980 et au début des années 1990, les benzodiazépines ont provoqué le plus grand procès collectif jamais intenté contre l'industrie pharmaceutique, impliquant 14 000 patients et 1 800 cabinets d'avocats. Les plaignants affirmaient que les fabricants étaient conscients du risque de dépendance mais avaient délibérément omis de partager cette information avec les médecins. Simultanément, 117 médecins généralistes et 50 autorités sanitaires ont été poursuivis par des patients pour obtenir des indemnités en raison des effets néfastes de la dépendance et du sevrage. Cette situation a conduit certains médecins à exiger une signature de consentement éclairé et à recommander que tous les patients soient pleinement informés des risques de dépendance et de sevrage avant de commencer un traitement aux benzodiazépines. Le procès contre les fabricants de médicaments n’a cependant jamais abouti à un verdict, l’aide juridictionnelle ayant été retirée, ce qui a entraîné l’abandon du procès. Par ailleurs, des accusations de conflit d'intérêts ont été portées contre les psychiatres consultants, les témoins experts. Ce contentieux a entraîné des changements législatifs au Royaume-Uni, rendant les actions collectives plus complexes.